# Tenor
A tenor (olaszul: tenore) a legmagasabb fekvésű férfihang, amelynek hangterjedelme rendszerint a c-től a c"-ig terjed, az összes közbeeső kromatikus zöngékkel. Kivételes képességű tenoristák azonban ezeket a határokat kis terccel fel vagy le tudják tolni.

A tenor hangterjedelme zongorán szemléltetve, a pont a C_{4}-et jelöli.

A tenor általában a szoprán párja az operákban és egyéb vokális művekben, illetve a férfi főhős szerepe.

## Eredete
Eredetileg, a 11. századtól kezdve a tenor az organumoknak az a szólama, amelyet alapul vettek, amelyhez hozzáimprovizálták vagy később hozzákomponálták a többi szólamot. A 9–12. században ez szinte kizárólag egy gregorián ének vagy annak valamely részlete volt. Ez korábban a felső szólam volt, a neve vox principalis; a tenor, azaz tartó nevet akkor kapta, amikor a 11. században alulra került. A másik elnevezése ekkor cantus. Ezt a szólamszervező szerepét később, a három- és négyszólamú komponálás korában, majd az újabb műfajokban (conductus, motetta) is megtartotta, noha a 14–15. század folyamán már nem is mindig a tenor volt a legalsó szólam, hanem a kontratenor basszus. A tenor mint kiinduló, már adott szólam köré való komponálási módszer joggal tekinthető a későbbi cantus firmus-technika elődjének. A tenorszólam hangfekvésének megfelelő énekhang a szólamról kapta a nevét.

## Típusai
- Kontratenor: a női alt szólam hangmagasságát nagyjából elérő, falzettszerű férfi énekhang
- Tenore buffo: „vígtenor”; gyenge hangú tenor, aki a vígoperákban és hasonló darabokban a nevettető szerepet játssza (főleg Mozart operáiban)
- Trial: magas, nazális hang, főként vígoperákban található, szerepe a tenore buffóval megegyező
- Tenore lirico vagy di grazia: a méltóságteljes tenor, főként Verdi operáiban található
- Tenore drammatico, di forza vagy robusto: a „hős” hangú tenor
- Tenore (lirico) spinto: a tenore drammatico és lirico kombinálása, szintén Verdi operáiban gyakori
- Hőstenor vagy Heldentenor: „hős” hangú tenor, erősebb bariton hatással, elsősorban Wagner és követőinek operáiban hallható.
- Baritenor: baritont is énekelni tudó tenor, általában igen sötét hanggal.

Barbershop zene esetén basszbariton és lead szólamok mellett a tenor a legmagasabb (b-d'), és általában falzett hangon énekel. Klasszikus megfelelője a váltótenor.

## Egyéb
A könnyűzenében egyik nagy hangterjedelmű tenor Varga Miklós. Hangterjedelme nagy F-től C"'-ig terjed, ami D"-től falzett. Így torokhangon a hangterjedelme egy kis terc híján 3 oktáv, a teljes hangterjedelme pedig 3 oktáv és egy kvint, azaz több mint 3 és fél oktáv.[forrás?]